# Mario
Mario je moško osebno ime.

## Izvor imena
Ime Mario je različica moških osebnih imen Marij oziroma Marjan.

## Pogostost imena
Po podatkih Statističnega urada Republike Slovenije je bilo na dan 31. decembra 2007 v Sloveniji število moških oseb z imenom Mario: 1.370. Med vsemi moškimi imeni pa je ime Mario po pogostosti uporabe uvrščeno na 138. mesto.

## Osebni praznik
V koledarju je ime Mario zapisano skupaj z imenom Marjan.

## Znane osebe
- Mario (Super Mario bros.), fiktivna oseba iz skupine iger Super Mario Bros.
- Mario Andretti, ameriški dirkač Formule 1
- Mario Draghi, italijanski politik
- Mario del Monaco, italijanski tenorist
- Mario Galunič, slovenski TV voditelj
- Mario Lanza, ameriški tenorist
- Mario Luzi, italijanski pesnik
- Mario Puzo, ameriški pisatelj italijanskega rodu
- Mario, vzdevek italijanskega tenorista Giovannija Mattea De Candie